# Rick Barry
Richard Francis Dennis "Rick" Barry III (Elizabeth, 28 maart 1944) is een Amerikaans voormalig basketballer en basketbalcoach. Hij speelde in zowel de ABA als de NBA en is de enige speler die topschutter werd in beide competities. Hij won ook beide kampioenschappen een keer. Hij stond bekend om zijn onorthodoxe, maar effectieve onderhandse vrije-worptechniek. Barry werd in 1987 opgenomen in de Basketball Hall of Fame.

## Carrière

### Jeugd en Collegebasketbal
Barry werd geboren in Elizabeth, New Jersey en ging naar school op Roselle Park High School waar zijn vader coach was van het basketbalteam. Hij speelde naast basketbal ook honkbal. Hij had twee sporters waar hij naar op keek als kind: Willie Mays (honkbal) en Elgin Baylor (basketbal). Hij zou later Mays nummer 24 dragen doorheen zijn eigen carrière als erkenning naar Mays toe.
Barry kreeg hierna een basketbalbeurs en speelde collegebasketbal voor de Miami Hurricanes van 1962 tot 1965 onder coach Bruce Hale. In zijn eerste seizoen wonnen de Hurricanes 23 wedstrijden en verloren er 5, hiermee kwalificeerden ze zich voor het National Invitation Tournament. Op het NIT slaagde de ploeg erin om in de eerste ronde de St. Francis Terriers te verslaan, maar verloren hierna van de Providence Friars in de kwartfinale. 
In het daarop volgende seizoen wonnen ze 20 wedstrijden en verloren er 7, opnieuw kwalificeerden ze zich voor het NIT. Ditmaal werd er verloren in de eerste ronde van de Saint Joseph's Hawks. In zijn laatste seizoen voor de Hurricanes wonnen ze 22 wedstrijden en verloren er 4, deze keer namen ze niet deel aan het NIT. Hij werd in zijn laatste seizoen wel topschutter in NCAA Division I met een gemiddelde van 37,4 punten per wedstrijd.

### San Francisco Warriors
In 1965 werd hij, na Fred Hetzel, in de eerste ronde van de NBA draft als tweede gekozen door de San Francisco Warriors. Na de komst van Barry wonnen de Warriors 35 wedstrijden waar ze een seizoen eerder er nog maar 17 wonnen. Hij werd in zijn eerste seizoen meteen gekozen voor de NBA All-Star Game naast spelers als Wilt Chamberlain, Oscar Robertson en Bill Russell. Hij werd daarmee de vijfde rookie die gekozen werd in zijn eerste seizoen tot NBA All-Star na Chamberlain, Roberstson, Elgin Baylor en Bob Pettit. Ze slaagden dat seizoen er nipt niet in de play-offs halen. Aan het einde van het seizoen werd Barry verkozen tot NBA Rookie of the Year met 84 uit 86 stemmen, Bill Cunningham ontving de andere twee stemmen. Barry werd ook verkozen tot het NBA All-Rookie First Team en All-NBA First Team. Hij scoorde gemiddeld 25,7 punten en had 10,6 rebounds per wedstrijd. 
Het volgende seizoen werd hij voor een tweede keer All-Star en na 38 punten te hebben gemaakt in die wedstrijd werd hij verkozen tot NBA All-Star Game MVP. Enkel Chamberlain scoorde ooit meer punten dan hem (42 punten in 1962). Aan het einde van het seizoen was hij topschutter met een gemiddelde van 35,6 punten per wedstrijd. Aan de zijde van Nate Thurmond behaalde de Warriors een NBA-finale, maar verloren van de Philadelphia 76ers na zes wedstrijden. Ondanks een enkelblessure tijdens de play-offs scoorde hij gemiddeld 40 punten per wedstrijd. Hij werd aan het einde van het seizoen voor een tweede keer keer gekozen voor het All-NBA First Team.

### Oakland Oaks

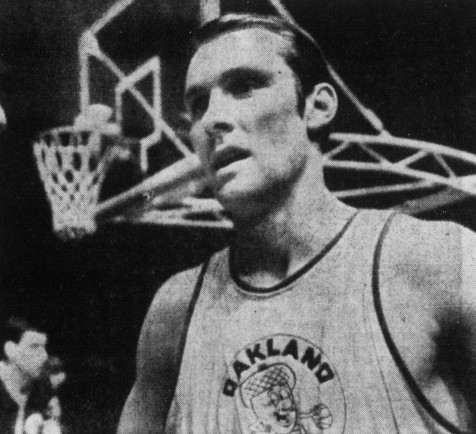
Barry in 1969 toen hij voor de Oakland Oaks speelde.

Na ontevredenheid over zijn verloning bij de Warriors en in onenigheid met eigenaar Franklin Mieuli, maakte Barry in 1967 de overstap naar de Oakland Oaks van Pat Boone uit de American Basketball Association. Hij kreeg er een contract van drie jaar voor een historische 75.000 dollar per jaar, daarnaast kreeg hij 15% van de aandelen van de club en 5% van alle inkomsten van tickets boven de 600.000 dollar. Hij was een van de eerste grote namen die van de NBA naar de ABA trok. Hij kwam bij de Oaks terecht onder zijn schoonvader en coach Bruce Hale die hem ook coachte in universiteit.
Barry moest echter nadat de Warriors hem niet wilde laten gaan, van de rechtbank het seizoen 1967/68 uitzitten door een reserveclausule in zijn contract bij de Warriors. Een paar jaar later zou honkballer Curt Flood voor dezelfde reserveclausule naar het hooggerechtshof stappen en gelijk krijgen, een paar jaar later in 1975 werd met de Seitz decision een einde gemaakt aan de reserveclausule. Door de rechtszaak en het contract werd Barry negatief belicht in de media. Ondanks de negatieve reacties verlieten datzelfde jaar nog verschillende spelers de NBA voor de ABA.
In het seizoen dat Barry moest uitzitten was hij actief bij de club als commentator en eindigde het team met een winst verlies balans van 22–56. Hij speelde om fit te blijven mee met de ploeg van het radiostation de KYA Oneder. In augustus 1968 kreeg hij gelijk in de rechtbank en mocht hij uitkomen voor de Oakland Oaks voor het seizoen 1968/69. Coach Hale werd aan het einde van het seizoen vervangen door Alex Hannum die actief was als coach bij de Warriors. Hale zelf kreeg een plaats in het bestuur van de club. In zijn eerste seizoen bij de Oaks begon hij zeer sterk aan het seizoen maar scheurde zijn ligamenten in december 1968 in een wedstrijd tegen de New York Nets en moest zo de rest van het seizoen missen. De Oaks wonnen dat seizoen hun eerste ABA-titel na 60–18 te zijn geëindigd in het reguliere seizoen. Ze versloegen in de finale de Indiana Pacers met 4 wedstrijden tegen 1. Barry werd ondanks zijn blessure verkozen tot ABA All-Star en geselecteerd voor het All-ABA First Team en werd topschutter met een gemiddelde van 34,0 punten per wedstrijd.

### Washington Caps
De Oaks hadden het ondanks het sportieve succes financieel veel moeilijker. Meerderheidsaandeelhouder Pat Boone en Ken Davidson verkochten het team aan een groep geleid door Earl Foreman. Hij verhuisde de ploeg meteen naar Washington D.C. en ze werden zo de Washington Caps. Eerst probeerde ABA-directeur Jim Gardner nog om en nieuwe ploeg op te richten in Oakland maar dat mislukte. Barry tekende daarop een vijfjarig contract bij de San Francisco Warriors, maar moest van de rechter eerst zijn contract uit doen bij de Caps. Barry weigerde aanvankelijk voor de Caps uit te komen omdat in zijn contract stond dat hij niet moest volgen bij een relocatie van de ploeg en door een blessure miste hij 32 wedstrijden. De Caps eindigde met een winst verlies balans van 44–40. Ze werden in de play-offs uitgeschakeld in de halve finale door de Denver Rockets in de zevende en beslissende wedstrijd ondanks de 52 punten die Barry maakte. Barry werd net zoals een seizoen eerder zowel All-Star als All-ABA First Team. De Caps verhuisden na amper een seizoen opnieuw, ditmaal naar Virginia en werden de Virginia Squires. Barry weigerde nu echter ook om voor de Squires uit te komen en werd ditmaal geruild naar de New York Nets voor 250.000 dollar en een draftkeuze.

### New York Nets

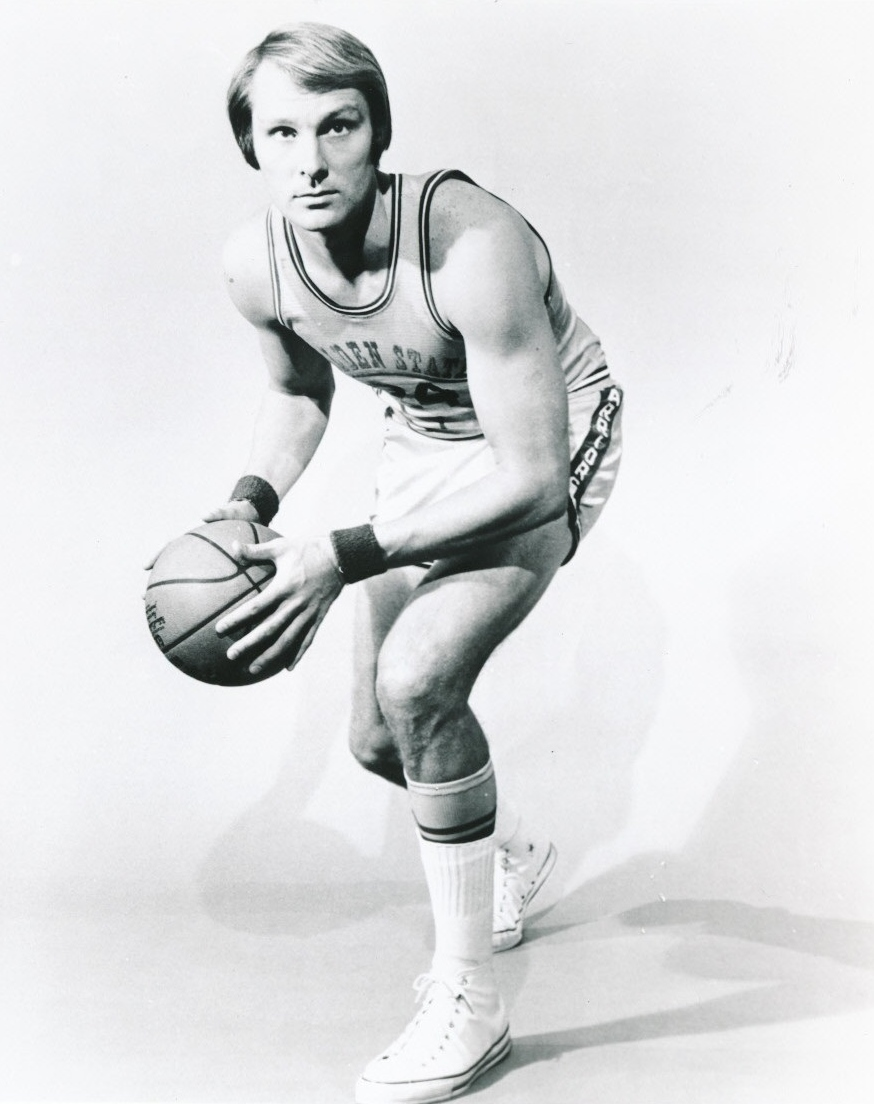
Promotiefoto van Barry in 1972 voor Golden State

Door een knieblessure in het seizoen 1970/71 speelde hij maar 59 wedstrijden voor de Nets. Hij werd wel opnieuw verkozen tot ABA All-Star en All-ABA. De Nets verloren onder coach Lou Carnesecca in de eerste ronde van de Virginia Squires met 4–2. Ook het seizoen erop was Barry een sterkhouder en werd hij voor de vierde keer op rij All-Star en All-ABA . De Nets haalden opnieuw de play-offs en versloegen achtereenvolgens de Kentucky Colonels en Virginia Squires, maar verloren in de finale van de Indiana Pacers.
Een rechtbank besliste aan het eind van het seizoen dat hij voor geen enkele andere ploeg mocht spelen dan de Nets, of hij moest terugkeren naar de ondertussen Golden State Warriors om daar zijn eerder contract uit te spelen. De San Francisco Warriors waren in 1971 verhuisd naar Oakland en hadden hun naam veranderd in de Golden State Warriors. De Nets lieten hem in oktober 1971 gaan, nadat een rechtbank besliste dat het negenjarig contract dat Barry met hen tekende niet geldig was over het contract van de Warriors. Hij keerde terug naar de Warriors voor het eerder getekende contract.

### Golden State Warriors

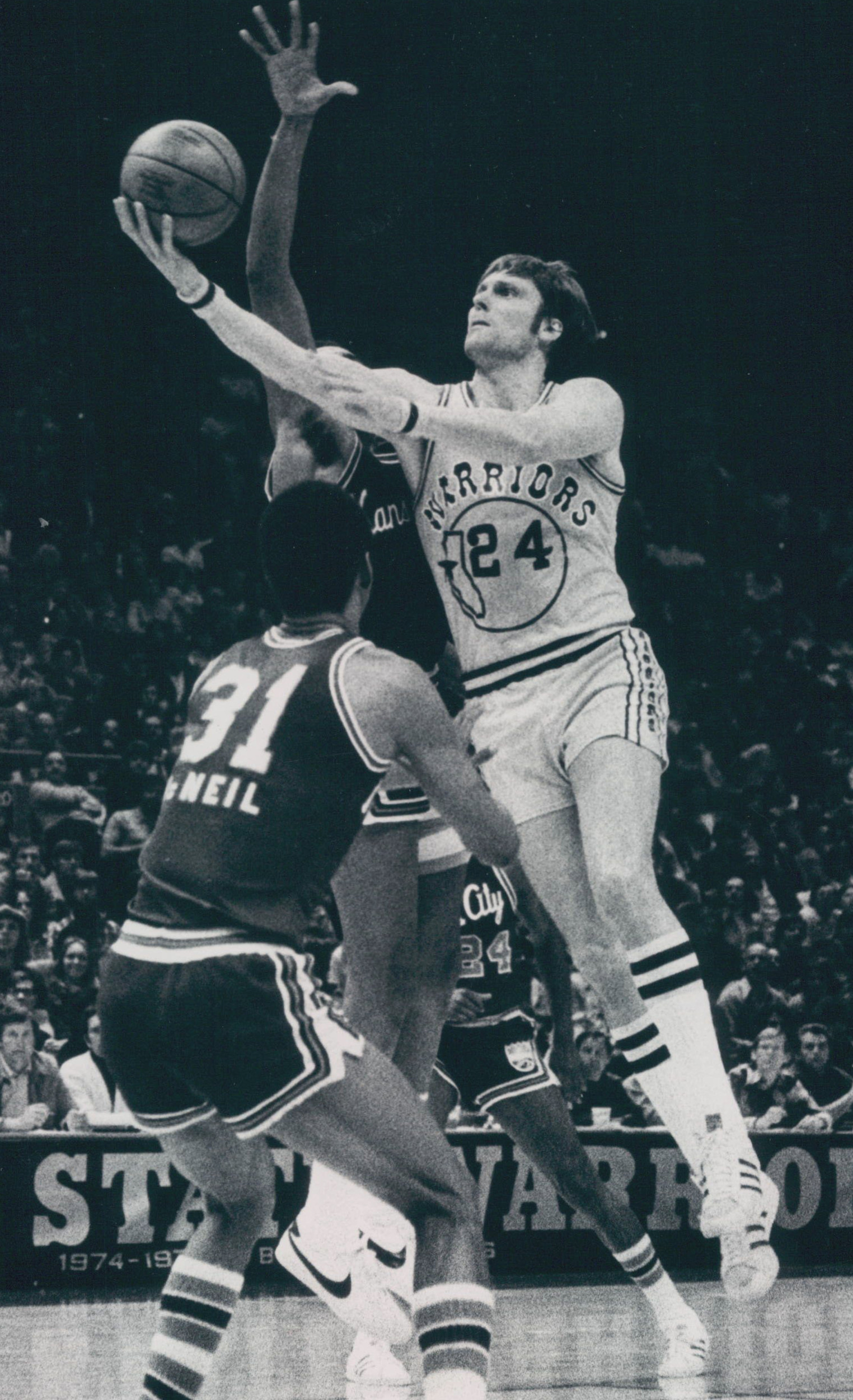
Barry in actie voor de Warriors

Na zijn komst naar de Warriors nam Barry meer de rol van een point guard aan. In zijn eerste seizoen sinds zijn terugkeer bij de Warriors wist de ploeg de play-offs te bereiken en wonnen in de eerste ronde van de Milwaukee Bucks, maar gingen in de tweede ronde onderuit tegen de Los Angeles Lakers met 4–1. Hij werd tijdens het seizoen ook verkozen tot NBA All-Star voor de derde keer maar miste deze door een enkelblessure. Aan het eind van het seizoen opgenomen in de All-NBA Second Team. In het seizoen 1973/74 liep het voor de Warriors veel stroever, ondanks dat Barry betere resultaten voorlegde dan een seizoen eerder. Door een sterke competitie in het Westen werden ze pas vijfde en miste de play-offs. Barry werd wel opnieuw verkozen tot NBA All-Star en All-NBA First Team.
Voor het seizoen 1974/75 werd hij door zijn ploeggenoten verkozen tot kapitein en kende zijn beste seizoen uit zijn carrière. Hij scoorde gemiddeld 30 punten en deelde zes assists uit per wedstrijd, en leidde de competitie in steals. De Warriors werden 1ste in het Westen en versloegen de Seattle SuperSonics en Chicago Bulls onderweg naar de finale. In de finale wonnen ze vier keer achter elkaar van de Washington Bullets en werden NBA-kampioen. Barry werd verkozen tot NBA Finals MVP, naast een selectie voor NBA All-Star en All-NBA First Team.
Na de komst van Gus Williams (NBA Draft 1975) scoorde Barry een pak minder (21 punten gemiddeld) en nam ook zijn invloed op het spel van de ploeg af. De ploeg wist opnieuw eerste te worden in het Westen, maar verloren in de tweede ronde van de Phoenix Suns met Paul Westphal, Curtis Perry en Alvan Adams. Barry werd een NBA All-Star en een laatste keer All-NBA. In het seizoen 1976/77 haalde de Warriors opnieuw de play-offs, maar werden opnieuw uitgeschakeld in de tweede ronde ditmaal door de Los Angeles Lakers met 4-3. In zijn laatste seizoen bij de Warriors haalden ze niet de play-offs, maar werd Barry wel voor een laatste keer geselecteerd voor de NBA All-Star.

### Houston Rockets
Barry tekende in de zomer van 1978 als vrije speler bij de Houston Rockets waar hij nog twee seizoenen doorbracht. Barry's aandeel was beduidend minder groot en hij scoorde ook bijna tien punten minder per wedstrijd. Ondanks zijn mindere punten probeerde hij op andere manieren bij te dragen en was voornamelijk een zeer verdienstelijk assistgever. Hij kwam terecht in een ploeg met onder meer Moses Malone en Calvin Murphy. In zijn eerste seizoen verloren de Rockets in de eerste ronde van de play-offs tegen de Atlanta Hawks. In zijn tweede seizoen verloren ze in de tweede ronde van de play-offs tegen de Boston Celtics. In september 1980 kondigde hij zijn afscheid aan als speler en ging aan de slag als commentator.

### Na zijn spelerscarrière
In 1992 werd Barry coach van de Cedar Rapids Sharpshooters uit de GBA, maar de competitie ging in december 1992 alweer failliet. Hij ging daarop coachen voor de Fort Wayne Fury uit de CBA. In 1998 ging hij aan de slag bij de New Jersey Shorecats dat toen als nieuwe ploeg in de USBL uitkwam. In 2000 was hij ook nog coach van de Florida Sea Dragons uit diezelfde USBL. In 2017 werd hij bij de oprichting van de BIG3 coach van de Ball Hogs.
In 1987 werd hij opgenomen in de Basketball Hall of Fame samen met Walt Frazier, Bob Houbregs, Pete Maravich en Bob Wanzer. Hij moest tijdens zijn speech fluisteren omdat hij een keelinfectie had. In 1996 werd Barry benoemd tot een van de 50 beste NBA-spelers aller tijden. Zijn rugnummer 24 werd door zowel de Golden State Warriors als de Miami Hurricanes teruggetrokken als eerbetoon. In 2022 werd hij opnieuw opgenomen bij de beste spelers in het NBA 75th Anniversary Team.

## Privéleven
Barry is driemaal getrouwd geweest en heeft meerdere kinderen van wie velen ook basketballers werden. Zijn eerste huwelijk was in 1965 met Pamela “Pam” Hale, de dochter van zijn toenmalige coach in universiteit Bruce Hale. Samen hadden ze vijf kinderen: Scooter, Brent, Jon, Drew en een geadopteerde dochter Shannon. Zijn oudste vier kinderen waren ook professioneel basketballers. Met zijn derde vrouw Lynn Norenberg heeft hij een zoon, de basketballer Canyon Barry. 
In 1972 bracht Barry zijn autobiografie Confessions of a Basketball Gypsy: The Rick Barry Story uit samen met Bill Libby. Na Matt Guokas Sr. en Matt Guokas Jr. werden Barry en zijn zoon Brent in 2005 het tweede vader-zoon duo dat allebei een NBA-kampioenschap won.

## Erelijst

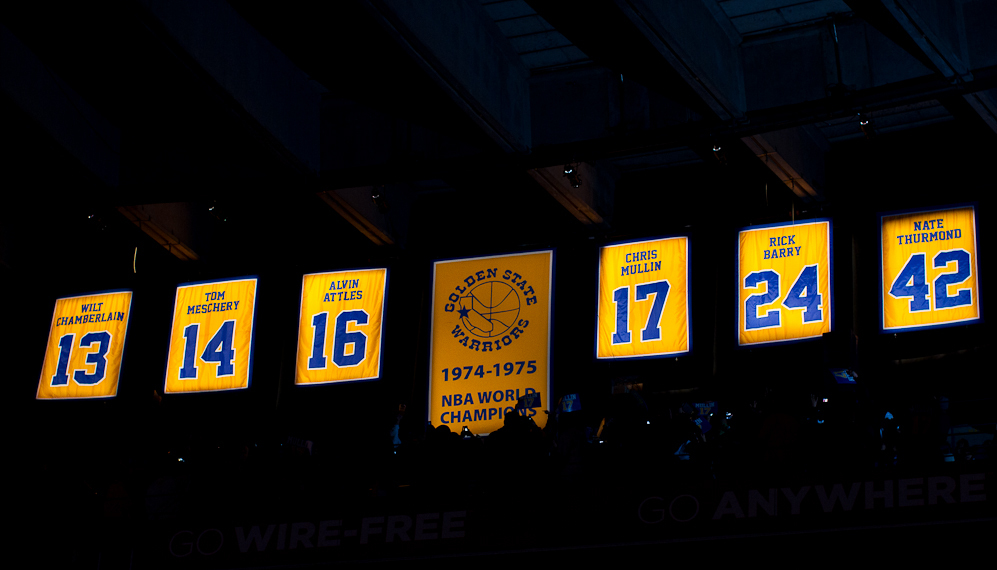
Barry's nummer 24 teruggetrokken door de Warriors, hij was ook deel van de ploeg die in 1974/75 kampioen werd

### Prijzen
- ABA-kampioen: 1969
- NBA-kampioen: 1975
- NBA Finals MVP: 1975
- NBA All-Star: 1966, 1967, 1973, 1974, 1975, 1976, 1977, 1978
- NBA All-Star Game MVP: 1967
- All-NBA First Team: 1966, 1967, 1974, 1975, 1976
- All-NBA Second Team: 1973
- ABA All-Star: 1969, 1970, 1971, 1972
- All-ABA First Team: 1969, 1970, 1971, 1972
- NBA Rookie of the Year: 1966
- NBA All-Rookie First Team: 1966
- NBA topschutter: 1967
- NBA topstealer: 1975

### Erkenningen
- NBA's 50th Anniversary All-Time Team
- NBA 75th Anniversary Team
- Nummer 24 teruggetrokken door de Golden State Warriors
- Nummer 24 teruggetrokken door de Miami Hurricanes
- Florida Sports Hall of Fame: 1967[67]
- University of Miami Sports Hall of Fame: 1976[68]
- Basketball Hall of Fame: 1987[69]
- Bay Area Sports Hall of Fame: 1988[70]
- Sports Hall of Fame of New Jersey: 1994[71]
- College Basketball Hall of Fame: 2006
- California Sports Hall of Fame: 2012[72]
- New Jersey Hall of Fame: 2019/20[73]

## Statistieken

### Regulier seizoen
| Seizoen      | Team                   | WG                   | WS                   | MPW                  | 2P%                  | 3P%                  | FW%                  | RPW                  | APW                  | SPW                  | BPW                  | PPW                  |
| ------------ | ---------------------- | -------------------- | -------------------- | -------------------- | -------------------- | -------------------- | -------------------- | -------------------- | -------------------- | -------------------- | -------------------- | -------------------- |
| 1965/66      | San Francisco Warriors | 80                   | —                    | 37,4                 | 43,9                 | —                    | 86,2                 | 10,6                 | 2,2                  | —                    | —                    | 25,7                 |
| 1966/67      | San Francisco Warriors | 78                   | —                    | 40,7                 | 45,1                 | —                    | 88,4                 | 9,2                  | 3,6                  | —                    | —                    | 35,6                 |
| 1967/68      | Niet speelgerechtigd   | Niet speelgerechtigd | Niet speelgerechtigd | Niet speelgerechtigd | Niet speelgerechtigd | Niet speelgerechtigd | Niet speelgerechtigd | Niet speelgerechtigd | Niet speelgerechtigd | Niet speelgerechtigd | Niet speelgerechtigd | Niet speelgerechtigd |
| 1968/69      | Oakland Oaks           | 35                   | —                    | 38,9                 | 51,1                 | 30,0                 | 88,8                 | 9,4                  | 3,9                  | —                    | —                    | 34,0                 |
| 1969/70      | Washington Caps        | 52                   | —                    | 35,6                 | 49,9                 | 20,5                 | 86,4                 | 7,0                  | 3,4                  | —                    | —                    | 27,7                 |
| 1970/71      | New York Nets          | 59                   | —                    | 42,4                 | 46,9                 | 22,1                 | 89,0                 | 6,8                  | 5,0                  | —                    | —                    | 29,4                 |
| 1971/72      | New York Nets          | 80                   | —                    | 45,2                 | 45,8                 | 30,8                 | 87,8                 | 7,5                  | 4,1                  | —                    | —                    | 31,5                 |
| 1972/73      | Golden State Warriors  | 82                   | —                    | 37,5                 | 45,2                 | —                    | 90,2                 | 8,9                  | 4,9                  | —                    | —                    | 22,3                 |
| 1973/74      | Golden State Warriors  | 80                   | —                    | 36,5                 | 45,6                 | —                    | 89,9                 | 6,8                  | 6,1                  | 2,1                  | 0,5                  | 25,1                 |
| 1974/75      | Golden State Warriors  | 80                   | —                    | 40,4                 | 46,4                 | —                    | 90,4                 | 5,7                  | 6,2                  | 2,9                  | 0,4                  | 30,6                 |
| 1975/76      | Golden State Warriors  | 81                   | —                    | 38,5                 | 43,5                 | —                    | 92,3                 | 6,1                  | 6,1                  | 2,5                  | 0,3                  | 21,0                 |
| 1976/77      | Golden State Warriors  | 79                   | —                    | 36,8                 | 44,0                 | —                    | 91,6                 | 5,3                  | 6,0                  | 2,2                  | 0,7                  | 21,8                 |
| 1977/78      | Golden State Warriors  | 82                   | —                    | 36,9                 | 45,1                 | —                    | 92,4                 | 5,5                  | 5,4                  | 1,9                  | 0,5                  | 23,1                 |
| 1978/79      | Houston Rockets        | 80                   | —                    | 32,1                 | 46,1                 | —                    | 94,7                 | 3,5                  | 6,3                  | 1,2                  | 0,5                  | 13,5                 |
| 1979/80      | Houston Rockets        | 72                   | —                    | 25,2                 | 42,2                 | 33,0                 | 93,5                 | 3,3                  | 3,7                  | 1,1                  | 0,4                  | 12,0                 |
| NBA Carrière | NBA Carrière           | 794                  | —                    | 36,3                 | 44,9                 | 33,0                 | 90,0                 | 6,5                  | 5,1                  | 2,0                  | 0,5                  | 23,2                 |
| ABA Carrière | ABA Carrière           | 226                  | —                    | 41,3                 | 47,7                 | 27,7                 | 88,0                 | 7,5                  | 4,1                  | —                    | —                    | 30,5                 |
| Carrière     | Carrière               | 1020                 | —                    | 37,4                 | 45,6                 | 29,7                 | 89,3                 | 6,7                  | 4,9                  | 2,0                  | 0,5                  | 24,8                 |
| NBA All-Star | NBA All-Star           | 7                    | 6                    | 27,8                 | 48,6                 | —                    | 83,3                 | 4,1                  | 4,4                  | 3,2                  | 0,1                  | 18,2                 |
| ABA All-Star | ABA All-Star           | 4                    | 0                    | 20,5                 | 43,2                 | —                    | 85,7                 | 6,0                  | 4,5                  | —                    | —                    | 11,0                 |
| All-Star     | All-Star               | 11                   | 6                    | 25,1                 | 47,3                 | —                    | 84,2                 | 4,8                  | 4,4                  | —                    | —                    | 15,6                 |

### Play-offs
| Seizoen      | Team                   | WG  | WS | MPW  | 2P%  | 3P%  | FW%   | RPW  | APW | SPW | BPW | PPW  |
| ------------ | ---------------------- | --- | -- | ---- | ---- | ---- | ----- | ---- | --- | --- | --- | ---- |
| 1966/67      | San Francisco Warriors | 15  | —  | 40,9 | 40,3 | —    | 80,9  | 7,5  | 3,9 | —   | —   | 34,7 |
| 1969/70      | San Francisco Warriors | 7   | —  | 43,1 | 53,2 | 33,3 | 91,2  | 10,0 | 3,3 | —   | —   | 40,1 |
| 1970/71      | New York Nets          | 6   | —  | 47,8 | 51,9 | 51,9 | 81,4  | 11,7 | 4,0 | —   | —   | 33,7 |
| 1971/72      | New York Nets          | 18  | —  | 41,6 | 47,3 | 37,7 | 85,6  | 6,5  | 3,8 | —   | —   | 30,8 |
| 1972/73      | Golden State Warriors  | 11  | —  | 26,5 | 39,6 | —    | 90,9  | 4,9  | 2,2 | —   | —   | 16,4 |
| 1974/75      | Golden State Warriors  | 17  | —  | 42,7 | 44,4 | —    | 91,8  | 5,5  | 6,1 | 2,9 | 0,9 | 28,2 |
| 1975/76      | Golden State Warriors  | 13  | —  | 40,9 | 43,6 | —    | 88,2  | 6,5  | 6,5 | 2,9 | 1,1 | 24,0 |
| 1976/77      | Golden State Warriors  | 10  | —  | 41,5 | 46,6 | —    | 90,9  | 5,9  | 4,7 | 1,7 | 0,7 | 28,4 |
| 1978/79      | Houston Rockets        | 2   | —  | 32,5 | 32,0 | —    | 100,0 | 4,0  | 4,5 | 0,0 | 1,0 | 12,0 |
| 1979/80      | Houston Rockets        | 6   | —  | 13,2 | 36,4 | 25,0 | 100,0 | 1,0  | 2,5 | 0,2 | 0,2 | 5,5  |
| NBA Carrière | NBA Carrière           | 74  | —  | 36,8 | 42,6 | 25,0 | 87,5  | 5,6  | 4,6 | 2,2 | 0,8 | 24,8 |
| ABA Carrière | ABA Carrière           | 31  | —  | 43,2 | 49,7 | 41,2 | 86,1  | 8,3  | 3,7 | —   | —   | 33,5 |
| Carrière     | Carrière               | 105 | —  | 38,7 | 44,8 | 39,4 | 87,0  | 6,4  | 4,3 | —   | —   | 27,3 |

11 Brown · 
12 Logan · 
14 Critchfield · 
24 Barry · 
30 Bradds · 
31 Jabali · 
32 Clawson · 
33 Harge · 
34 Moe · 
40 Peterson · 
42 Eakins · 
Coach Hannum
10 C. Johnson · 
15 Dudley · 
20 Smith · 
21 Beard · 
22 Bracey · 
23 Mullins · 
24 Barry · 
32 Bridges · 
34 Kendrick · 
40 Dickey · 
41 Wilkes · 
44 Ray · 
52 G. Johnson · 
Coach Attles